# Натикач Петро Іванович
Петро Іванович Натикач (14 серпня 1947, Росава — 2 серпня 2024, Житомир) — український історик і краєзнавець, дослідник історії України, кандидат історичних наук, доцент.

## Біографія
Народився 14 серпня 1947 року в селі Росаві Миронівського району Київської області. В 1965 році закінчив Миронівську середню школу № 1 із золотою медаллю. У 1968–1973 роках навчався на історичному факультеті Київського державного університету, після закінчення якого працював вчителем історії Житомирської середньої школи № 6. У 1974–1977 роках — аспірант, у 1977–1978 роках — молодший науковий співробітник Інституту історії АН УРСР. 28 вересня 1978 року, під керівництвом кандидата історичних наук Г. Я. Сергієнка, захистив кандидатську дисертацію на тему: «Суспільно-політичний рух на Україні наприкінці XVI — у першій половині XVII ст.». Проводив науково-допоміжну роботу у створенні другого тому восьмитомної «Історії Української РСР».
З листопада 1978 року викладає в Житомирському державному педагогічному інституті — асистент, старший викладач. З 2001 року — доцент, завідувач кафедри історії України, у 2001–2004 та в 2007–2008 роках — декан історичного факультету Житомирського державного педагогічного університету імені Івана Франка. Є членом Житомирського регіонального центру європейської та євроатлантичної інтеграції України. У 2015 році закінчив свою робочу кар'єру.
Помер 2 серпня 2024 року.

## Основні публікації
- З історії суспільно-політичного руху на Україні в кінці XVI — першій половині XVII століття // УІЖ. — 1978. — № 3;
- Край в історичній літературі // Поліський дивосвіт: Література рідного краю: Житомирщина. — Частина І. — Житомир: Житомирський державний педагогічний університет імені І. Франка, 2000 (у співавторстві);
- Житлове будівництво в сільській місцевості України. 1960—1980 // Вісник Технологічного університету Поділля. — 1999. — № 3 (у співавторстві);
- «Українська та світова культура» в 2 випусках;
- «Житомирщина. Історичний нарис» (у співавторстві), два видання;
- «Зрозумієш історію — пізнаєш світ»;
- «Історія рідного краю» — навчальний посібник для 8-го класу середньої загальноосвітньої школи;
- «Житомирська обласна клінічна лікарня ім. О. Гербичевського»;
- «Історія Житомирського державного університету ім. І. Я. Франка»;
- «Вища педагогічна освіта і наука України: історія, сьогодення та перспективи розвитку».

Член Редколегії серії книг «Реабілітовані історією» та журналу «Історія. Філософія. Релігієзнавство.»

## Відзнаки
Відмінник освіти України (з 1999 року); у 2006 році нагороджений знаком «Слава Житомирського державного університету імені Івана Франка»; у 2007 році — знаком Міністерства освіти і науки України за розвиток вищої школи «Петро Могила».